# 恋愛論 (アルバム)
『恋愛論』（れんあいろん）は、研ナオコの9枚目のオリジナルアルバム。
1981年11月21日発売。販売・発売元はキャニオン・レコード。レコード番号C28A0191。カセットテープ番号28P6113。

## 解説
帯コピー：ニューミュージックの名曲に、ナオコの歌心を吹き込んだ別れの詩集を、今、あなたに
ニューミュージックのカバー・アルバム。後にシングル・カットされた「ボサノバ」他全10曲を収録。
「アデュー」「ボサノバ」「雨の物語」「メモリーグラス」の4曲入りのプロモート盤あり。
1993年に「恋愛論〜あの頃へラブレター〜」のタイトルでCD化。

## 収録曲
- 全編曲：若草恵

side:A
1. 雨の物語
  - 作詞・作曲：伊勢正三
2. メモリー・グラス
  - 作詞・作曲：堀江淳
3. アデュー
  - 作詞・作曲：庄野真代
4. ボサノバ
  - 作詞・作曲：福島邦子
  - 28thシングル。本アルバム発売一ヵ月後にシングルカットされる。
5. さよならだけは言わないで
  - 作詞・作曲：五輪真弓

side:B
1. 秋止符
  - 作詞：谷村新司、作曲：堀内孝雄
  - 28thシングル「ボサノバ」のB面曲。
2. 白い花
  - 作詞・作曲：山崎ハコ
3. ひとり上手
  - 作詞・作曲：中島みゆき
4. 別涙（わかれ）
  - 作詞・作曲：因幡晃
5. 根雪
  - 作詞・作曲：中島みゆき